# الن هاترلی
الن هاترلی (انگلیسی: Alan Hatherly؛ زادهٔ ۱۵ مارس ۱۹۹۶) دوچرخه‌سوار کوهستان اهل آفریقای جنوبی است.
وی در مسابقات کشوری و بین‌المللی در مجموع برندهٔ ۲ مدال طلا شده است.